# Commanderie de Falletans
Commanderie de Dole
La Commanderie de Falletans, aussi dite de Dole, est une commanderie hospitalière anciennement templière, édifiée dans la première moitié du XIIe siècle, à Falletans, à proximité de la ville de Dole, dans l'actuel département du Jura, alors au comté de Bourgogne.

## Histoire
La commanderie de Falletans est fondée vers 1132, avec l'appui du comte Renaud III de Bourgogne, par les chevaliers du Temple, entre le Doubs et la forêt de Chaux.
À la dissolution de l'ordre, en 1312, les chevaliers Hospitaliers de Saint-Jean de Jérusalem prennent possession des lieux jusqu'à ce que ces derniers soient vendus comme bien national, en 1791. La commanderie a alors une allure de manoir, flanqué de tours et ceint de murailles, près de laquelle sont une chapelle et une tuilerie. Il ne reste aujourd'hui de visible que les vestiges d'un bâtiment construit à l'époque moderne avec les pierres de l'ancien donjon.

## Organisation

### Ordre du Temple (jusqu'en1307)
- La maison de Besançon qui dépendait d'abord de la commanderie d'Arbois fut rattachée à cette commanderie avant la fin du XIIIe siècle[3],[4].

### Ordre de saint-Jean de Jérusalem
La commanderie du Temple de Dole appelée ensuite commanderie de Dole n'a jamais porté le nom de commanderie de Falletans du temps des Hospitaliers, cette dénomination étant postérieure à l'existence de la commanderie. Elle faisait partie du grand prieuré et de la langue d'Auvergne et se trouvait au sein de la comté de Bourgogne et du diocèse de Besançon. 
- La maison de Fay[7] devint membre de Dole à la suite de la dévolution des biens de l'ordre du Temple.

En 1373, les membres et annexes de la maison du Temple de Dole étaient :
- L'Abergement Saint-Jean, la maison du Temple d'Arbois, la maison du Temple dans la cité de Besançon, la maison du Temple de Girefontaine et la maison du Temple de Saligney

En 1745, la commanderie de Dole se composait de :
- la maison de Falletans et de ses annexes à Baverans, Chevinay (peut-être Chevigny), Des Glangneaux (localisation inconnue), Gredisans, La Loye, Orchamps, et Parcey[9].
- les maisons de Neublans-Abergement, Le Bouchaud, de L'Étoile, de Saligney et pour un temps de Changin[9].

## Légendes et phénomènes

### Borne des quatre Commandeurs[10]
Au sein du parc de la Commanderie se trouve une borne ancienne en pierre dont trois faces sont ornées du visage d'un Grand Maître de l'Ordre du Temple. La dernière face est lisse, face au sud. Une fois par siècle, à une date bien précise (le 18 mars de l'année 14 de chaque siècle), la lumière du soleil déformée par les nuages dessine le visage de Jacques de Molay sur la face lisse durant quelques instants. Des personnes initiées se présentent alors pour observer le phénomène à la date anniversaire. Des travaux récents effectués dans le parc ont vu la borne être déplacée peu de temps avant la date pour le XXIe siècle. De toutes parts, les initiés ont contesté ce déplacement et la borne des quatre Commandeurs est revenue à sa place. Cette pierre mystique continue d'alimenter les rumeurs.